# DFB-Pokal 1981/82 (Frauen)
Der DFB-Pokal der Frauen 1982 wurde von der SSG 09 Bergisch Gladbach gewonnen. Im Finale schlug man den VfL Wittekind Wildeshausen mit 3:0. Für die SSG war es der zweite Pokalsieg. Gleichzeitig konnte man auf Anhieb den Pokal verteidigen. Im Gegensatz zum Vorjahr gab es im Achtel-, Viertel- und Halbfinale kein Rückspiel mehr. Dafür musste zum ersten Mal ein Wiederholungsspiel angesetzt werden.

## Teilnehmer
Für den DFB-Pokal haben sich folgende Verbandspokalsieger qualifiziert:
| Regionalverband Nord | Regionalverband West                                                                        | Regionalverband Südwest                                                                 | Regionalverband Süd | Berlin          |
| --- | ------------------------------------------------------------------------------------------- | --------------------------------------------------------------------------------------- | --- | --------------- |
| - Bremen: TSV Farge-Rekum - Hamburg: FTSV Lorbeer Rothenburgsort - Niedersachsen: VfL Wittekind Wildeshausen - Schleswig-Holstein: Rendsburger TSV | - Mittelrhein: SSG 09 Bergisch Gladbach - Niederrhein: KBC Duisburg - Westfalen: TSV Siegen | - Rheinland: SC 07 Bad Neuenahr - Saarland: SV Weiskirchen - Südwest: TuS Niederkirchen | - Baden Germania Untergrombach - Bayern TSV Bäumenheim - Hessen: FSV Frankfurt - Südbaden: SC Freiburg - Württemberg: VfL Schorndorf | - BFC Meteor 06 |

## Übersicht
Die jeweils oben genannte Mannschaft hatte Heimrecht. Fett geschriebene Mannschaften erreichten die nächste Runde. Zahlen dahinter kennzeichnen die Tore im Wiederholungsspiel.
|  | Achtelfinale         | Achtelfinale |                    |                     | Viertelfinale       | Viertelfinale |  |  | Halbfinale | Halbfinale |  |  | Finale | Finale |
|  |                      |              |                    |                     |                     |               |  |  |            |            |  |  |        |        |
|  |                      |              |                    |                     |                     |               |  |  |            |            |  |  |        |        |
|  | Lorb. Rothenburgsort | 1            |                    |                     |                     |               |  |  |            |            |  |  |        |        |
|  | Bergisch Gladbach    | 4            |                    |                     |                     |               |  |  |            |            |  |  |        |        |
|  | Bergisch Gladbach    | 4            | Bergisch Gladbach  | 2                   |                     |               |  |  |            |            |  |  |        |        |
|  |                      |              | Bergisch Gladbach  | 2                   |                     |               |  |  |            |            |  |  |        |        |
|  |                      |              |                    |                     | KBC Duisburg        | 0             |  |  |            |            |  |  |        |        |
|  | TSV Siegen           | 0            |                    |                     | KBC Duisburg        | 0             |  |  |            |            |  |  |        |        |
|  | TSV Siegen           | 0            |                    |                     |                     |               |  |  |            |            |  |  |        |        |
|  | KBC Duisburg         | 1            |                    |                     |                     |               |  |  |            |            |  |  |        |        |
|  | KBC Duisburg         | 1            | Bergisch Gladbach  | 9                   |                     |               |  |  |            |            |  |  |        |        |
|  |                      |              | Bergisch Gladbach  | 9                   |                     |               |  |  |            |            |  |  |        |        |
|  |                      |              |                    | FSV Frankfurt       | 0                   |               |  |  |            |            |  |  |        |        |
|  | FSV Frankfurt        | 5            |                    | FSV Frankfurt       | 0                   |               |  |  |            |            |  |  |        |        |
|  | FSV Frankfurt        | 5            |                    |                     |                     |               |  |  |            |            |  |  |        |        |
|  | SC Freiburg          | 0            |                    |                     |                     |               |  |  |            |            |  |  |        |        |
|  | SC Freiburg          | 0            | FSV Frankfurt      | 3                   |                     |               |  |  |            |            |  |  |        |        |
|  |                      |              | FSV Frankfurt      | 3                   |                     |               |  |  |            |            |  |  |        |        |
|  |                      |              |                    |                     | VfL Schorndorf      | 0             |  |  |            |            |  |  |        |        |
|  | VfL Schorndorf       | 2            |                    |                     | VfL Schorndorf      | 0             |  |  |            |            |  |  |        |        |
|  | VfL Schorndorf       | 2            |                    |                     |                     |               |  |  |            |            |  |  |        |        |
|  | TSV Bäumenheim       | 1            |                    |                     |                     |               |  |  |            |            |  |  |        |        |
|  | TSV Bäumenheim       | 1            | Bergisch Gladbach  | 3                   |                     |               |  |  |            |            |  |  |        |        |
|  |                      |              | Bergisch Gladbach  | 3                   |                     |               |  |  |            |            |  |  |        |        |
|  |                      |              |                    | VfL W. Wildeshausen | 0                   |               |  |  |            |            |  |  |        |        |
|  | TuS Niederkirchen    | 0            |                    | VfL W. Wildeshausen | 0                   |               |  |  |            |            |  |  |        |        |
|  | TuS Niederkirchen    | 0            |                    |                     |                     |               |  |  |            |            |  |  |        |        |
|  | SC 07 Bad Neuenahr   | 2            |                    |                     |                     |               |  |  |            |            |  |  |        |        |
|  | SC 07 Bad Neuenahr   | 2            | SC 07 Bad Neuenahr | 6                   |                     |               |  |  |            |            |  |  |        |        |
|  |                      |              | SC 07 Bad Neuenahr | 6                   |                     |               |  |  |            |            |  |  |        |        |
|  |                      |              |                    |                     | SV Weiskirchen      | 0             |  |  |            |            |  |  |        |        |
|  | SV Weiskirchen       | 11, 31       |                    |                     | SV Weiskirchen      | 0             |  |  |            |            |  |  |        |        |
|  | SV Weiskirchen       | 11, 31       |                    |                     |                     |               |  |  |            |            |  |  |        |        |
|  | Germ. Untergrombach  | 11, 01       |                    |                     |                     |               |  |  |            |            |  |  |        |        |
|  | Germ. Untergrombach  | 11, 01       | SC 07 Bad Neuenahr | 0                   |                     |               |  |  |            |            |  |  |        |        |
|  |                      |              | SC 07 Bad Neuenahr | 0                   |                     |               |  |  |            |            |  |  |        |        |
|  |                      |              |                    | VfL W. Wildeshausen | 2                   |               |  |  |            |            |  |  |        |        |
|  | Rendsburger TSV      | 2            |                    | VfL W. Wildeshausen | 2                   |               |  |  |            |            |  |  |        |        |
|  | Rendsburger TSV      | 2            |                    |                     |                     |               |  |  |            |            |  |  |        |        |
|  | TSV Farge-Rekum      | 1            |                    |                     |                     |               |  |  |            |            |  |  |        |        |
|  | TSV Farge-Rekum      | 1            | Rendsburger TSV    | 0                   |                     |               |  |  |            |            |  |  |        |        |
|  |                      |              | Rendsburger TSV    | 0                   |                     |               |  |  |            |            |  |  |        |        |
|  |                      |              |                    |                     | VfL W. Wildeshausen | 4             |  |  |            |            |  |  |        |        |
|  | VfL W. Wildeshausen  | 3            |                    |                     | VfL W. Wildeshausen | 4             |  |  |            |            |  |  |        |        |
|  | VfL W. Wildeshausen  | 3            |                    |                     |                     |               |  |  |            |            |  |  |        |        |
|  | BFC Meteor 06        | 0            |                    |                     |                     |               |  |  |            |            |  |  |        |        |

1 Sieg im Wiederholungsspiel

## Achtelfinale
Die Spiele fanden am 19. und 20. September 1981 statt. Das Datum des Wiederholungsspiels ist nicht bekannt.
|                            | Ergebnis  |                          |
| -------------------------- | --------- | ------------------------ |
| Rendsburger TSV            | 2:1       | TSV Farge-Rekum          |
| FSV Frankfurt              | 5:0       | SC Freiburg              |
| VfL Schorndorf             | 2:1       | TSV Bäumenheim           |
| VfL Wittekind Wildeshausen | 3:0       | BFC Meteor 06            |
| Lorbeer Rothenburgsort     | 1:4       | SSG 09 Bergisch Gladbach |
| TSV Siegen                 | 0:1 n. V. | KBC Duisburg             |
| TuS Niederkirchen          | 0:2       | SC 07 Bad Neuenahr       |
| SV Weiskirchen             | 1:1 n. V. | Germania Untergrombach   |

### Wiederholungsspiel
|                        | Ergebnis |                |
| ---------------------- | -------- | -------------- |
| Germania Untergrombach | 0:3      | SV Weiskirchen |

## Viertelfinale
Die Spiele fanden am 24. und 25. Oktober 1981 statt.
|                          | Ergebnis |                            |
| ------------------------ | -------- | -------------------------- |
| FSV Frankfurt            | 3:0      | VfL Schorndorf             |
| Rendsburger TSV          | 0:4      | VfL Wittekind Wildeshausen |
| SC 07 Bad Neuenahr       | 6:0      | SV Weiskirchen             |
| SSG 09 Bergisch Gladbach | 2:0      | KBC Duisburg               |

## Halbfinale
Die Spiele fanden am 7. März 1982 statt.
|                          | Ergebnis |                            |
| ------------------------ | -------- | -------------------------- |
| SSG 09 Bergisch Gladbach | 9:0      | FSV Frankfurt              |
| SC 07 Bad Neuenahr       | 0:2      | VfL Wittekind Wildeshausen |

## Finale
| SSG 09 Bergisch Gladbach                       | SSG 09 Bergisch Gladbach | VfL Wittekind Wildeshausen | VfL Wittekind Wildeshausen |
| ---------------------------------------------- | --- | --- | -------------------------- |
| SSG 09 Bergisch Gladbach                       | \| 1. Mai 1982 in Frankfurt am Main (Waldstadion) \| \| Ergebnis: 3:0 (1:0) \| \| Zuschauer: 30.000 (Vorspiel zum Männerfinale) \| \| Schiedsrichter: Norbert Brückner (Darmstadt) \|                                                                                           | \| 1. Mai 1982 in Frankfurt am Main (Waldstadion) \| \| Ergebnis: 3:0 (1:0) \| \| Zuschauer: 30.000 (Vorspiel zum Männerfinale) \| \| Schiedsrichter: Norbert Brückner (Darmstadt) \|                                       | VfL Wittekind Wildeshausen |
| SSG 09 Bergisch Gladbach                       | Bärbel Domhoff – Loni Winkel – Brigitte Klinz, Monika Degwitz, Gaby Dlugi-Winterberg – Bettina Krug, Gisela Dahl (36. Petra Landers), Anne Trabant-Haarbach – Hildegard Frauenrath, Doris Kresimon, Ingrid Gebauer (55. Manuela Kozany) Spielertrainerin: Anne Trabant-Haarbach | Gabriele Zimmermann – M. Vaske, Susanne Bowe, Peters, Hella Eckhoff – Eva Schute, Hedwig Stukenberg, Monika Wehsling – Hedwig Vaske (59. Bettina Holzhüter), Maria Stukenberg, Maus (66. Maas) Cheftrainer: Arnold Thomalla | VfL Wittekind Wildeshausen |
| SSG 09 Bergisch Gladbach                       | 1:0 Gisela Dahl (9.) 2:0 Anne Trabant-Haarbach (44.) 3:0 Bettina Krug (59.) | | VfL Wittekind Wildeshausen |
| 1. Mai 1982 in Frankfurt am Main (Waldstadion) | | |                            |
| Ergebnis: 3:0 (1:0)                            | | |                            |
| Zuschauer: 30.000 (Vorspiel zum Männerfinale)  | | |                            |
| Schiedsrichter: Norbert Brückner (Darmstadt)   | | |                            |